# Croton macrolepis
Espèce
Croton macrolepis est une espèce de plantes à fleurs du genre Croton et de la famille Euphorbiaceae présente au Brésil (Rio de Janeiro).
Il a pour synonyme :
- Croton squamulosus, Müll.Arg., 1873
- Oxydectes squamulosa, Kuntze